# Adam Ťoupalík
Adam Ťoupalík (* 31. Mai 1996 in Tábor) ist ein tschechischer Radrennfahrer, der auf der Straße und im Cyclocross aktiv ist.

## Karriere
2015 startete Ťoupalík seine Karriere im Cyclocross. 2013 stand er bei den Junioren auf dem Podium der Cyclocross-Welt- und -Europameisterschaften. Im Weltcup konnte er bei den Junioren drei Wettkämpfe für sich entscheiden.  Nach dem Wechsel in die U23 wurde er Mitglied im belgischen Team BKCP-Powerplus, mit dem er regelmäßig bei internationalen Meisterschaften, im Weltcup, bei der Superprestige und der DVV Trofee an den Start ging. 2016 wurde er bei den U23-Weltmeisterschaften im Querfeldeinrennen Zweiter. Dabei dachte er, als er in der vorletzten Runde des Rennens die Ziellinie als erstes überquerte, dass er das Rennen für sich entschieden hatte. Im Glauben, gewonnen zu haben, nahm er im Jubel an Tempo raus und wurde von zwei seiner Konkurrenten überholt. In der letzten Runde hatte er aber nicht mehr die Kraft beide einzuholen und wurde schließlich Zweiter. Sein bestes Weltcupergebnis in der U23 war ein zweiter Platz in der Saison 2017/18 in Koksijde.
2018 nahm Ťoupalík mit seinem auch als UCI Continental Team lizenzierten Team an mehreren Straßenradrennen teil. Beim Arctic Race of Norway konnte er mit der dritten Etappe aus einer Ausreißergruppe heraus ein Rennen der hors category gewinnen. Die Cross-Saison 2018/19, seine erste in der Elite, beendete Ťoupalík vorzeitig im November. Im April 2024 wurde er Mitglied im deutschen Continental Team Sauerland NRW, um sich verstärkt dem Straßenradsport zuzuwenden.
2020 wechselte Ťoupalík zum Team Elkov-Kasper. Bei den tschechischen Meisterschaften 2020 wurde er zunächst Dritter im Einzelzeitfahren und einige Tage später nationaler Meister im Straßenrennen. 2021 konnte er ein Rennen der Rennserie Visegrád 4 Bicycle Race gewinnen, in der darauffolgenden Saison zwei Rennen. 2023 avancierte er mit fünf Saisonsiegen und zahlreichen weiteren Top-10-Platzierungen zum stärksten Fahrer seines Teams.
Nach seinen Erfolgen erhielt Ťoupalík zur Saison 2024 einen Vertrag beim neu als UCI ProTeam lizenzierten Team TDT-Unibet.

## Erfolge

### Querfeldein
2012/2013
- Tschechischer Meister (Junioren)
- Weltmeisterschaften (Junioren)

2013/2014
- Europameisterschaften (Junioren)
- Tschechischer Meister (Junioren)
- Weltcup-Gesamtwertung und drei Weltcup-Läufe (Junioren)

2014/2015
- Tschechischer Meister
- Weltmeisterschaften (U23)

2022/2023
- Toi Toi Cup Veselí nad Lužnicí

2023/2024
- Toi Toi Cup Kolín

### Straße
2018
- eine Etappe Arctic Race of Norway

2019
- Rund um Sebnitz

2020
- Tschechischer Meister im Straßenrennen

2021
- Visegrád 4 Bicycle Race - GP Czech Republic

2022
- Visegrad 4 Kerekparverseny
- Visegrád 4 Bicycle Race - GP Czech Republic

2023
- Trofej Umag
- Grand Prix Goriska & Vipava Valley
- Punktewertung Tour of Małopolska
- Visegrad 4 Kerekparverseny
- Visegrád 4 Bicycle Race - GP Czech Republic
- eine Etappe Czech Tour